# マイあさ!関西
『マイあさ!関西』（マイあさ かんさい）は、近畿地方のNHKラジオ第1で早朝に放送されていたNHK大阪放送局制作の地域情報番組である。

## 概要
1997年にNHK大阪放送局制作の近畿圏向け情報番組の地域呼称が「近畿」から「関西」に変更されたことにより、『おはようラジオセンター』→『おはようラジオワイド』→『ラジオあさいちばん』→『NHKマイあさラジオ』→『マイあさ!』の午前7:40から8:00のローカルパート（日曜日・祝日・年末年始除く）として長年放送されていた『きんきホットライン』が番組タイトルを改題する形で『関西ホットライン』の放送が開始された。
こうして、1997年度から23年間にわたって放送してきた『関西ホットライン』だったが、2019年度（2020年3月28日）をもって、番組を終了し、2020年度（2020年3月30日）からは、『マイあさ!関西』にその役割が受け継がれることになる。また、2022年度をもって『マイあさ!関西』は終了し、7:50までは東京から放送した上で、7:50からの10分のニュースや気象、交通情報を伝える編成に変わった。
『関西ホットライン』時代は、曜日別コーナーや電話インタビューは長らくなかった。これらは平日の16:05からの『関西ラジオワイド』で取り上げていた。
かつては、この時間帯、7:40から20分間は地域情報番組をブロックごとに放送してきたが2023年10月現在は、放送時間を縮小し7:50から10分間のローカルニュース、気象情報、交通情報のみ伝える地域が大半である。2021年度まで、この番組は20分間の放送枠を続けていた。このような編成は、中国地方の『おはよう中国』でも行われていたが、こちらも2022年度をもって終了した。

## 放送パターン
- スタート時 道路交通情報 1（日本道路交通情報センター・大阪センターから）
- 7:42ごろ 天気概況（日本気象協会関西本部と中継）
- 7:45ごろ 鉄道・航空のダイヤ情報（不通区間、発着時間の変更、新幹線特急券・航空券の指定席予約状況をJR西日本ならびにJAL、ANAの伊丹空港カウンターから伝える）
- 7:47ごろ 電話インタビュー（木曜を除く）
- 7:47ごろ 朝の防災コラム（木曜に放送）
- 7:52ごろ ローカルニュース
- 7:58ごろ 道路交通情報 2（日本道路交通情報センターから）
- 曜日別コーナー

| 曜日   | 内容                 | 備考・内容 |
| 月曜日 | 市場だより           | |
| 火曜日 | 地域の情報           | |
| 水曜日 | 地域の情報           | |
| 木曜日 | 朝の防災コラム       | 防災に関する専門家が出演する。(休止して電話インタビューに差し替えることがある) ホームページなどで一定期間聞き逃しサービスを実施している。 |
| 金曜日 | 関西お出かけ情報     | 近畿2府4県の観光情報やお出かけスポットを紹介している。 ホームページなどで1週間聞き逃しサービスを実施している。                            |
| 土曜日 | 文化・スポーツ情報   | ホームページなどで1週間聞き逃しサービスを実施している。 ・文化情報は、主に大学の教授や講師が出演する。                                    |
| 土曜日 | みんなのパラスポーツ | ・ 2019年度から開始（関西発ラジオ深夜便で放送したため、当番組では再放送扱い）。 ・隔週での放送                                            |

## キャスター
- 基本的に宿直担当アナウンサーが担当。原則として総合テレビ同時間帯に放送される『NHKニュースおはよう関西』キャスター大川悠介・井田香菜子は、キャスター担当でない週に担当する事がある。また、総合テレビで土曜同時間帯に放送される『ウイークエンド関西』キャスターの伊藤雄彦は平日に担当する事がある[3]ほか、固定されている訳ではないが、土曜日は上岡亮が担当する事が多い。
- その他、『ニュースほっと関西』『列島ニュース』『ニュース845〜関西のニュースと気象情報〜』キャスターの二宮直輝・牛田茉友や『ニュース きん5時』キャスターの武田真一・石橋亜紗[4]は出演しない。